# دهستان تتارستاق
تتارستاق، دهستانی است به مرکزیت روستای تاکر از توابع بخش بلده شهرستان نور در استان مازندران ایران.

## جمعیت
براساس سرشماری سال ۱۳۸۵جمعیت آن ۱٬۵۳۵ نفر (۵۳۶ خانوار) بوده‌است.